# Episodi di Just Shoot Me! (prima stagione)
La prima stagione della serie televisiva Just Shoot Me! è stata trasmessa in anteprima negli Stati Uniti d'America dalla NBC tra il 4 marzo 1997 e il 26 marzo 1997.
| nº | Titolo originale         | Titolo italiano | Prima TV USA  | Prima TV Italia |
| -- | ------------------------ | --------------- | ------------- | --------------- |
| 0  | Just Shoot Me            |                 | 1997          |                 |
| 1  | Back Issues              |                 | 4 marzo 1997  |                 |
| 2  | The Devil and Maya Gallo |                 | 5 marzo 1997  |                 |
| 3  | Secretary's Day          |                 | 12 marzo 1997 |                 |
| 4  | Nina's Birthday          |                 | 19 marzo 1997 |                 |
| 5  | In Your Dreams           |                 | 25 marzo 1997 |                 |
| 6  | Lemon Wacky Hello        |                 | 26 marzo 1997 |                 |